# Lepechinia heteromorpha
Lepechinia heteromorpha là một loài thực vật có hoa trong họ Hoa môi. Loài này được (Briq.) Epling mô tả khoa học đầu tiên năm 1935.